# 富田の清水

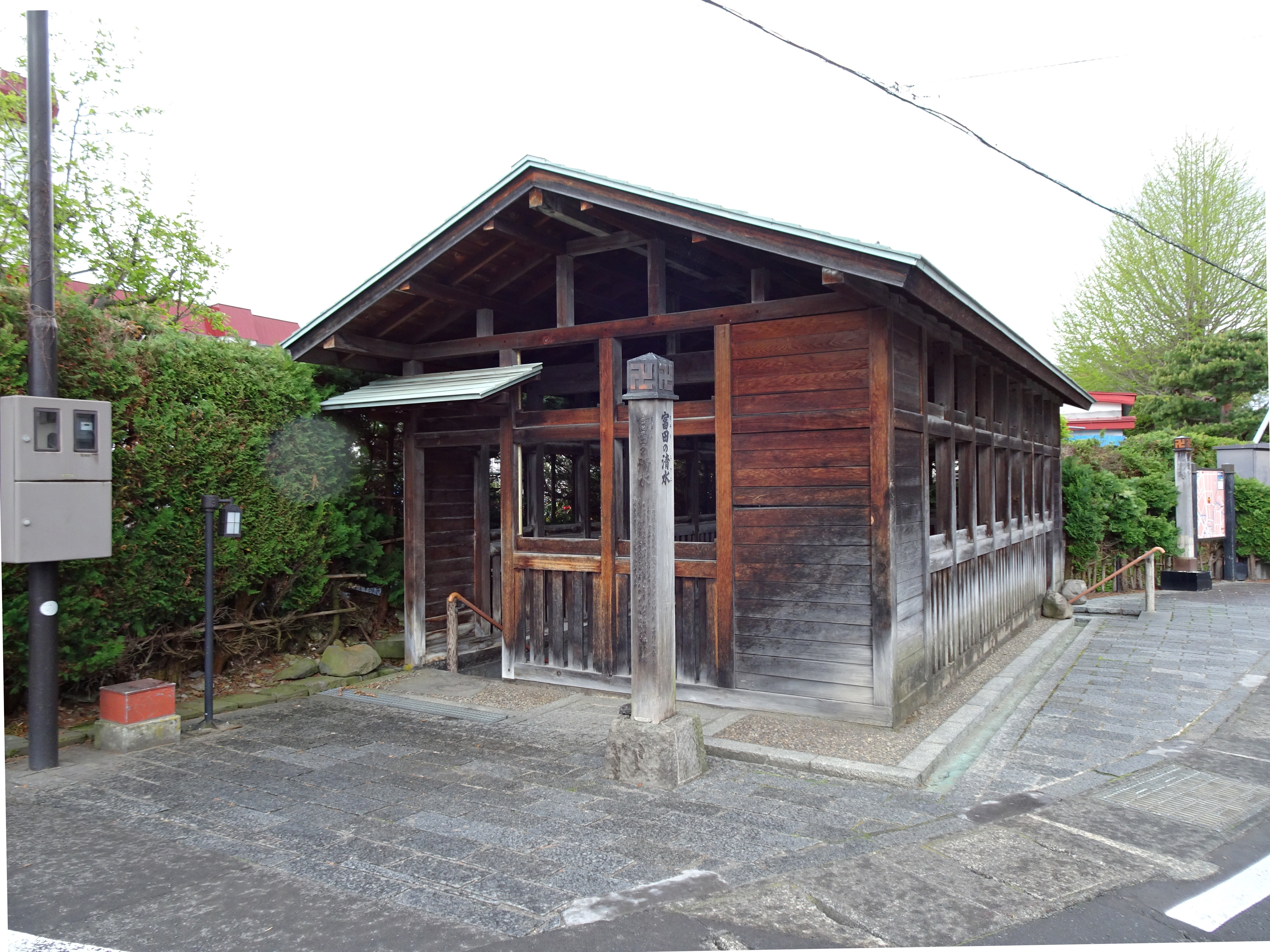
富田の清水

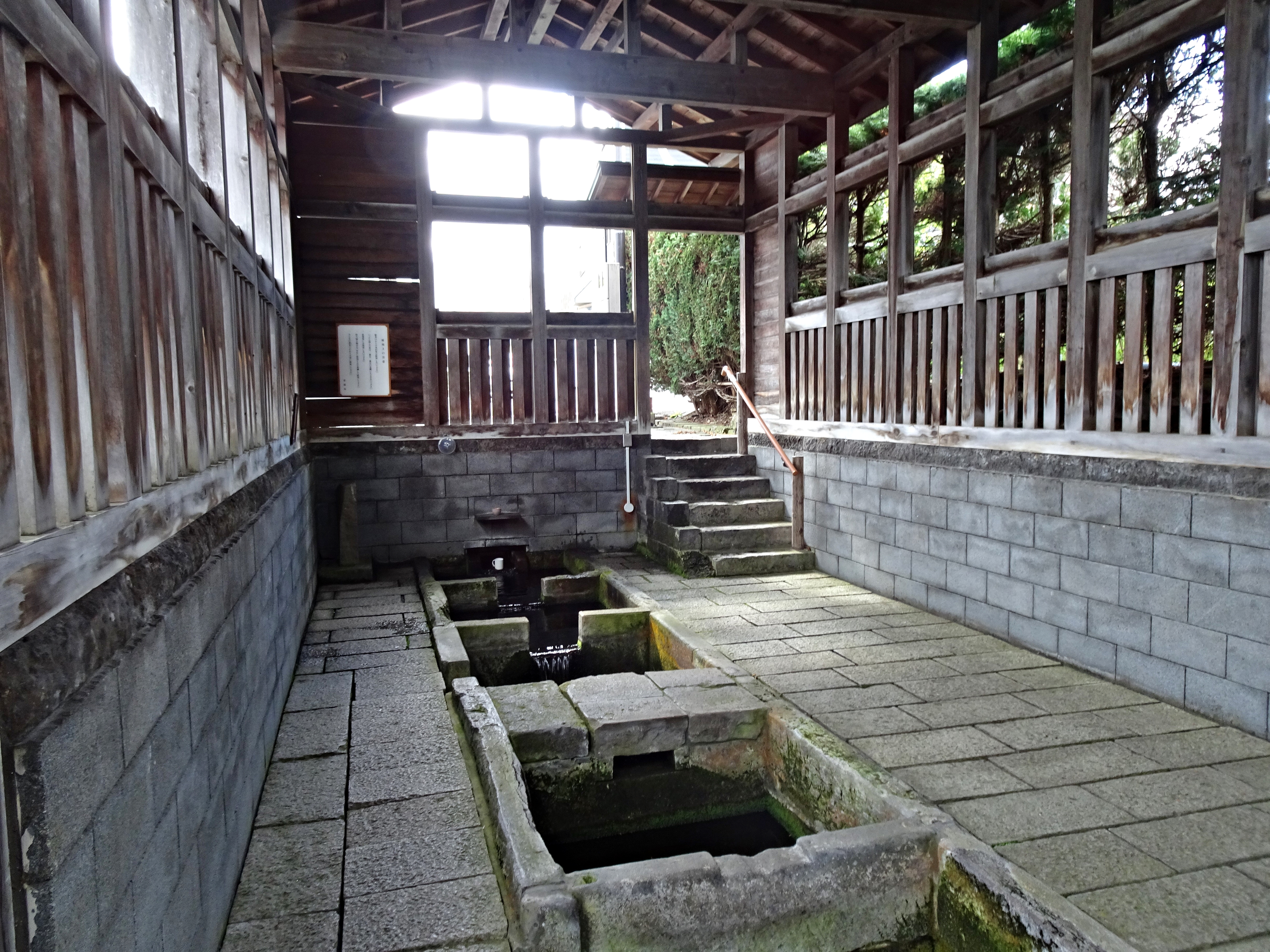
富田の清水の内部

富田の清水（とみたのしつこ）は、青森県弘前市大字紙漉町にある湧水で、1985年（昭和60年）名水百選のひとつに選定された。

## 概要
古くから旧富田村（現紙漉町）周辺には数多くの湧水があり、「富田の清水（しつこ）」と呼ばれていた。
1686年（貞享3年）、弘前藩主が津軽信政が越前和紙の和紙の職人「熊谷吉兵衛」を招き紙漉法が伝わり、以来この清水を使用して、和紙の生産が行われた。和紙の生産は昭和初期頃まで行われていた。
その後、地域住民の生活用水として6つの水槽が並び、1･2番目は飲用水、3番目は食糧の洗浄、洗面用、4番目はかつては紙漉の材料洗い場、現在は野菜や漬物等の冷却用、5･6番目は洗濯、足洗い等と使用のきまりがあった。100メートルほど離れた場所に御膳水と呼ばれる湧出口があり、かつてはここからも水が湧出していた。
1985年（昭和60年）身近で清涼な水として古くから地域住民の生活に融け込み、良好に管理されてきたことから、環境省の名水百選に選ばれた。1995年7月7日、所有者だった紙漉町清水共有会から弘前市へと寄贈された。

## 交通
- 弘南鉄道大鰐線中央弘前駅から
- 青森県道127号石川土手町線